# Trigonotis cinereifolia
Trigonotis cinereifolia là loài thực vật có hoa trong họ Mồ hôi. Loài này được Ching J. Wang miêu tả khoa học đầu tiên năm 1980.